# Bersenbrück
Bersenbrück é uma cidade da Alemanha localizada no distrito de Osnabrück, estado da Baixa Saxônia.
É membro e sede do Samtgemeinde de Bersenbrück.